# 皮德西尼夫卡
51°28′30″N 24°44′55″E / 51.47500°N 24.74861°E
皮德西尼夫卡（烏克蘭語：Підсинівка），是烏克蘭的村落，位於該國西部沃倫州，由科韋利區負責管轄，始建於1542年，面積1.14平方公里，海拔高度159米，2001年人口170，人口密度每平方公里149.25人。